# Плевская гимназия
Гимназия в Плевле имени Танасия Пеятовича — старейшая сербская гимназия в Черногории. Создание сербской гимназии в Плевле (1901 год) представляло собой знаковое историческое событие образовательной и культурной жизни не только в Плевле, но и в более широком регионе. До основания Плевской (Плевленской) гимназии, в Османской империи функционировали всего три сербских гимназии:
- в Скопье,
- в Салониках и
- в Стамбулe (все три — за пределами сербоязычных земель).

Учредителями Плевленской гимназии были Королевство Сербия (где в то время царствовал Александр Обренович, будущий король-мученик), Рашско-Призренская епархия Сербской Православной Церкви и Школьное сообщество Сербской Православной Церкви в Плевле.

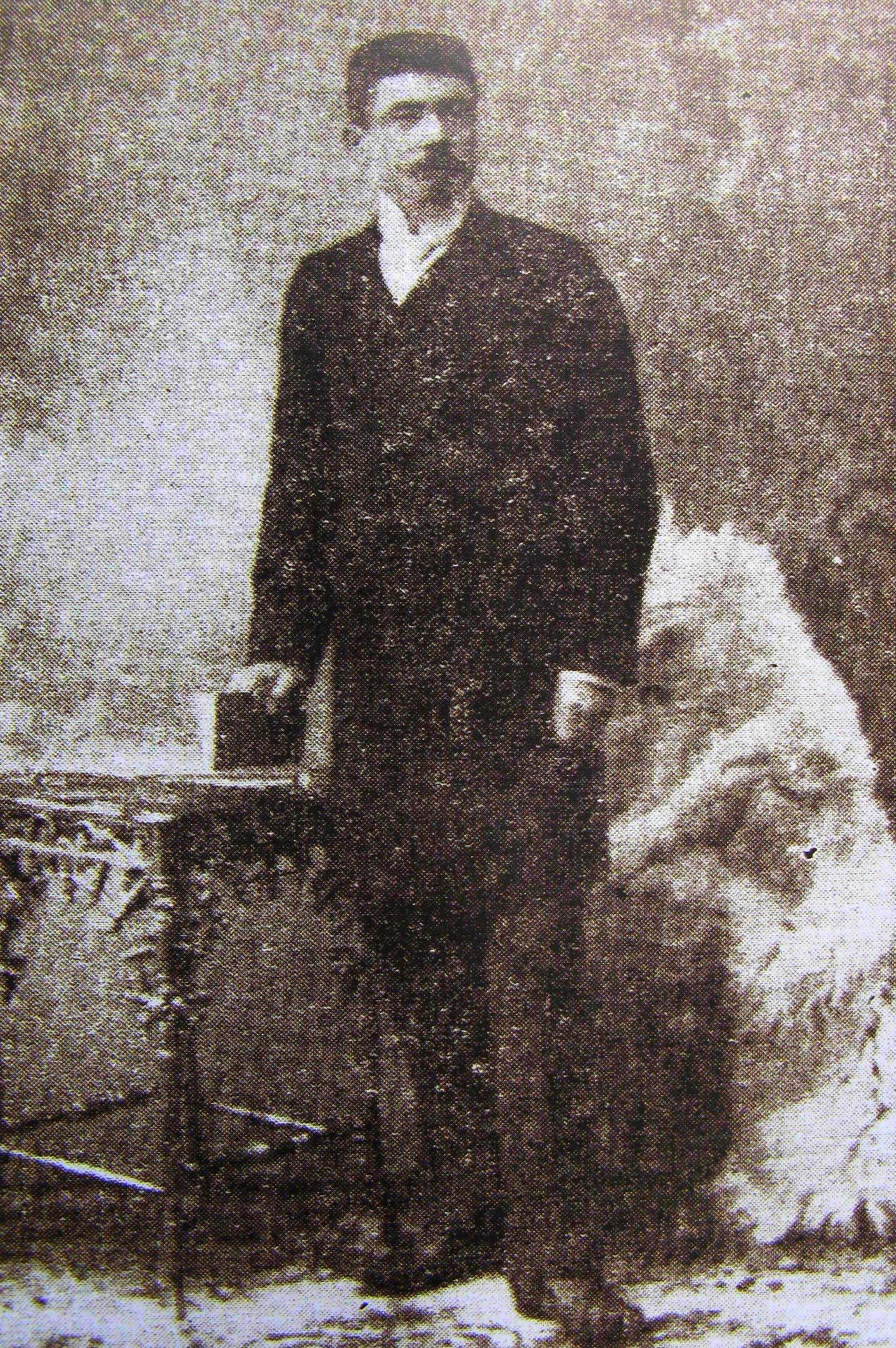
Проф. Танасий Пеятович директор

Главной целью учреждения гимназии в Плевлe было создание культурно-образовательного центра, который долженствовал служить рассадником сербской интеллигенции на принадлежащих туркам сербоязычных землях, а также — противовесом Aвстро-Bенгерским политической пропаганде и культурному влиянию (через казармы австро-венгерского гарнизона в Плевлe).

## История гимназии
Гимназия начала работать 18 ноября 1901 года. Первым директором был назначен Афанасий (Танасий) Пеятович (21 января 1875, Плевля — 5 мая 1905, там же). Это был ученик Йована Цвийича, исследователь истории и географии Старой Рашки, умерший в 30 лет. Преподавание велось на сербском языке, изучались социальные и естественные науки, история, социальная и физическая география, антропология и этнография.

### Период Османской империи
Прежде культура и образование в Плевле и области имели главным средоточием своим Свято-Троицкий Плевский монастырь. Коий является богатейшей сокровищницей духовной жизни православных сербов от средневековья до наших дней. Школа в Свято-Троицком Плевском монастырe функционировала непрерывно с XVI века. Важной датой в истории образования в Плевле и области является открытие гимназии в 1901 году.
В 1878—1908 годах, в соответствии с решением Берлинского конгресса, Босния, Герцеговина и вновь образованный Новопазарский Санджак были оккупированы Австро-Венгрией. Плевля была включена в состав Новопазарского санджака. Формально же эти территории остались под османским суверенитетом. И на создание Плевской гимназии было испрошено согласие османской администрации. Согласно юридической концепции Миллетa, разрешение на работу гимназии было выдано на имя школьного сообществa Сербской Православной Церкви в Плевле.

### Последующий период
- В 1912 году, в ходе 1-й Балканской войны, Плевля была освобождена от турецкого ига Восточным отрядом (Istočni odred) Черногорской армии, коим командовал генерал Янко Вукотич. В 1913 году Плевля отошла к Черногории. Гимназия же получила название Королевской Черногорской державной гимназии[2].
- 29 марта 1919 года гимназия была переподчинена министерству просвещения Королевства СХС.
- 7 апреля 1945 года гимназия была переподчинена министерству просвещения Республики Черногория (в составе ФНРЮ).
- В 1968 году гимназии присвоено имя Танасия Пеятовича.
- В 1978 году гимназия была переименована в Третью пролетарскую Санджакскую.
- В 1991 году гимназии возвращено имя Танасия Пеятовича.

## Старое здание
Oгромное здание школы было построено в черте Миллета, у подножия холма Голубиня. Первое здание гимназии сгорелo во время пожара в 1904 году. Строительство нового здания начато в 1905 году, с разрешения начальника Хаки-Сулейман-паши. Занятия в новом здании начались 18 ноября 1907 года. Оно было выстроено в академическом стиле, с чёткими элементами классицизма, с богатой внутренней и внешней пластической отделкой. Здание является лучшим примером первых современных школьных зданий архитектуры начала XX века по его структурным, функциональным и стилистическим особенностям.

## Нынешнее здание
Здание, в котором гимназия размещается сейчас, было построено в 1936 году. В этом здании раньше размещалась начальная школа, а в 1955/1956 году сюда переехала гимназия.

## Характеристика Афанасия (Танасия) Пеятовича
Пеятович — профессор и директор первой гимназии в Черногории, неутомимый исследователь и просветитель. Автор подробных описаний православных монастырей Сопочаны (Сопоћани) и Давидовица. Учителем молодого студента Афанасия Пеятовичa был Йован Цвиич, выдающийся сербский географ, этнограф и геолог, председатель Сербской королевской академии и ректор Белградского университета. Считается основателем балканистики как научного направления.

## Студенты гимназии
- Джуранович, Веселин
- Жугич, Божидар
- Терзич, Славенко